# Micronychapis duckei
Micronychapis duckei är en biart som först beskrevs av Heinrich Friese 1908.  Micronychapis duckei ingår i släktet Micronychapis och familjen långtungebin. Inga underarter finns listade i Catalogue of Life.